# John Posey
John Sanford Posey (Hartford, 7 febbraio 1956) è un attore statunitense.

## Biografia
Nato nel Connecticut da Joan Armstrong e William McCutcheon Posey, Jr., ha un figlio, Tyler, anch'esso attore, noto per la serie Teen Wolf, dove John interpreta Conrad Fenris, direttore della casa di cura Eichen House ed in particolare della sezione segreta dedicata ai pazienti sovrannaturali dei quali, in un primo momento, è uno dei pochi umani a conoscenza.

## Filmografia parziale

### Cinema
- Manhunter - Frammenti di un omicidio (Manhunter), regia di Michael Mann(1986)
- Ma capita tutto a me? (Out on a Limb), regia di Francis Veber (1992)
- RoboCop 3, regia di Fred Dekker (1993)
- Legendary, regia di Mel Damski (2010)
- Black Water, regia di Pasha Patriki (2018)
- Avengers: Endgame, regia di Anthony e Joe Russo (2019)
- Alone, regia di Johnny Martin (2020)
- Teen Wolf - Il film (Teen Wolf: The Movie), regia di Russell Mulcahy (2023)

### Televisione
- Seinfeld – serie TV, episodio 2x08 (1991)
- JAG - Avvocati in divisa (JAG) – serie TV, episodio 2x03 (1997)
- Dalla Terra alla Luna (From the Earth to the Moon) – miniserie TV, puntate 01-03-11 (1998)
- Doc – serie TV, 4 episodi (2001-2003)
- E.R. - Medici in prima linea (ER) – serie TV, episodio 12x11 (2006)
- 24 – serie TV, episodio 5x17 (2006)
- Cold Case - Delitti irrisolti (Cold Case) – serie TV, episodio 6x04 (2008)
- NCIS - Unità anticrimine (NCIS) – serie TV, episodio 8x12 (2011)
- Criminal Minds: Suspect Behavior – serie TV, episodio 1x05 (2011)
- Teen Wolf – serie TV, 6 episodi (2011, 2015-2017)
- Criminal Minds – serie TV, episodio 8x20 (2013)
- NCIS: Los Angeles – serie TV, episodio 6x05 (2014)
- Le regole del delitto perfetto (How to Get Away with Murder) – serie TV, 6 episodi (2014-2015)
- Scorpion – serie TV, episodio 1x19 (2015)
- 9-1-1: Lone Star – serie TV, 4 episodi (2022)

## Doppiatori italiani
Nelle versioni in italiano delle opere in cui ha recitato, John Posey è stato doppiato da:
- Giorgio Locuratolo in E.R. - Medici in prima linea, Criminal Minds, Grey's Anatomy
- Enzo Avolio in Le regole del delitto perfetto, 9-1-1: Lone Star
- Simone Mori in Seinfeld
- Vittorio Guerrieri in Cold Case - Delitti irrisolti
- Riccardo Rovatti in Legendary
- Pasquale Anselmo in NCIS - Unità anticrimine
- Gianni Giuliano in Criminal Minds: Suspect Behavior
- Ambrogio Colombo in Teen Wolf
- Saverio Moriones in Bones
- Roberto Fidecaro in NCIS: New Orleans
- Pierluigi Astore in Lucifer
- Stefano Oppedisano in Stumptown
- Edoardo Siravo in Better Call Saul
- Enrico Di Troia in Tracker